# Казете Вердини (Мачерата)
Казете Вердини (итал. Casette Verdini) насеље је у Италији у округу Мачерата, региону Марке.
Према процени из 2011. у насељу је живело 1666 становника. Насеље се налази на надморској висини од 150 м.